# Gorjevac
Gorjevac je naseljeno mjesto u gradu Bihaću, Federacija Bosne i Hercegovine, BiH. Nalazi se jugoistočno od Bihaća.

## Stanovništvo

### 1991.
Nacionalni sastav stanovništva 1991. godine, bio je sljedeći:
ukupno: 103
- Srbi - 102
- Jugoslaveni - 1

### 2013.
Nacionalni sastav stanovništva 2013. godine, bio je sljedeći:
ukupno: 4
- Srbi - 4

## Vanjske poveznice
- Satelitska snimka  Arhivirana inačica izvorne stranice od 18. veljače 2021. (Wayback Machine)